# Agardhiellidae
Agardhiellidae é uma família de gastrópodes pertencentes à ordem Stylommatophora.
Géneros:
- Agardhiella Hesse, 1923
- Enneopupa Boettger, 1889